# 東高円寺駅
東高円寺駅（ひがしこうえんじえき）は、東京都杉並区和田三丁目にある、東京地下鉄（東京メトロ）丸ノ内線の駅である。駅番号はM 04。杉並区最東端の駅であり、杉並区内で最も新しい駅である。

## 歴史
荻窪線の当初計画では設置予定がなく、1961年（昭和36年）11月1日の新中野駅 - 南阿佐ケ谷駅間開業時点では、トンネルを将来の需要増大時に駅を新設できる設計とするに留まったが、1963年（昭和38年）の都電杉並線（14系統）廃止により沿線住民の要望が高まり急遽着手され、1964年東京オリンピックに先立ち開業を迎えた。
当駅の建設はトンネルの側壁を取り壊し、幅3 m、延長120 mの相対式ホームを構築するものである。工事期間中は営業線との接触事故防止のため、鋼板壁による防護と列車の速度を20 km/hに抑えた徐行運転を行った。

### 年表
- 1964年（昭和39年）
  - 1月20日：当駅の建設工事に着手[2]。
  - 9月18日：帝都高速度交通営団（営団地下鉄）荻窪線の駅（新駅）として開業[2]。
- 1972年（昭和47年）4月1日：荻窪線を丸ノ内線に改称[4]。
- 1986年（昭和61年）6月29日：駅事務所ビル完成（青梅街道南側）、出入口を移転[5]。
- 2004年（平成16年）4月1日：帝都高速度交通営団（営団地下鉄）民営化に伴い、当駅は東京地下鉄（東京メトロ）に継承される[6]。
- 2007年（平成19年）3月18日：ICカード「PASMO」の利用が可能となる[7]。

## 駅構造
青梅街道直下に相対式ホーム2面2線を有する地下駅である。1番線ホームは中央部分が広くなっているが、これは1986年に真上にある蚕糸試験場跡地再開発事業に伴う出入口移転に際して拡幅されたものであり、朝の沿線学校へ登校する学生・生徒や夕方の周辺住宅帰宅時の混雑緩和につながった。
1番出入口にはエレベーターが併設されている。2番出入口は駅上のマンション内にあり、改札口の先には店舗も営業している。入口脇には書店があり、かつては地上1階・地下1階の中規模な店舗だったが、地上1階に縮小し、その後撤退した。
地下の連絡通路は改札口の外側にあり、開業当時としては珍しかった。これは沿線のキリスト教の教会神父が、自動車であふれた青梅街道を安心して渡れる歩道が必要ということで改札外の設置となったものである。だが連絡通路は地下3階相当と深い位置にあることで渡り切るのに時間が掛かること、そして駅の東の青梅街道上に歩道橋が完成したことから改札外である意義が薄れていた。そのため、2012年6月19日に改札内通路へ変更となった。
地下の連絡通路はエレベーターが無いため、車椅子等での利用の場合、目的地となる駅を確認してから、あらかじめ出入口を選ぶ必要がある。
当駅の設置費用は総額2億5,294万円3,000円である。主な内訳は土木工事費が2億16万5,000円、建築工事費が2,550万円、電気工事費が1,972万5,000円、軌道工事費が249万1,000円、用地費506万2,000円である。

### のりば
| 番線 | 路線     | 行先             |
| ---- | -------- | ---------------- |
| 1    | 丸ノ内線 | 荻窪方面         |
| 2    | 丸ノ内線 | 池袋・方南町方面 |

（出典：東京メトロ:構内図）

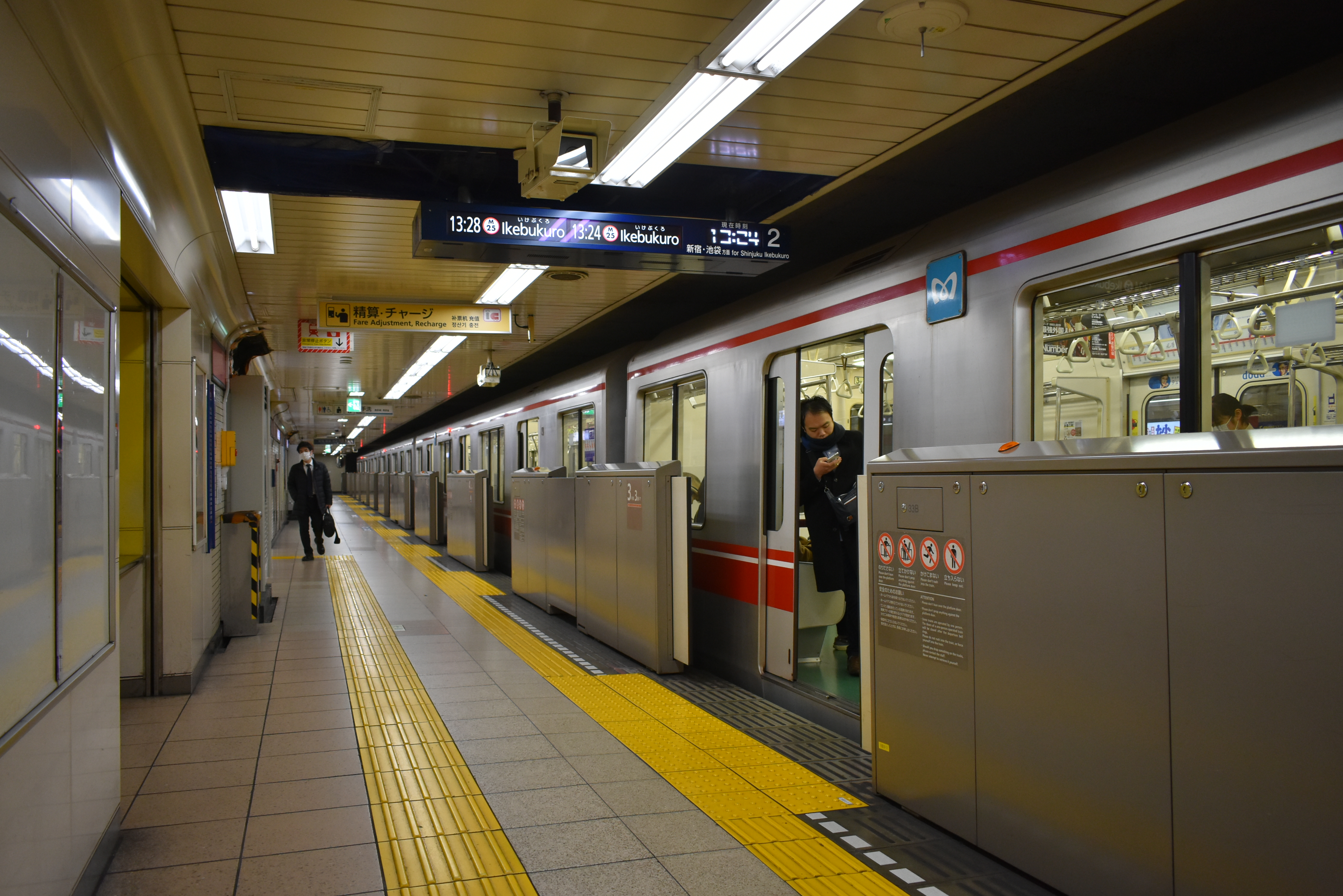
新宿駅方面行きホーム（2019年3月1日撮影）
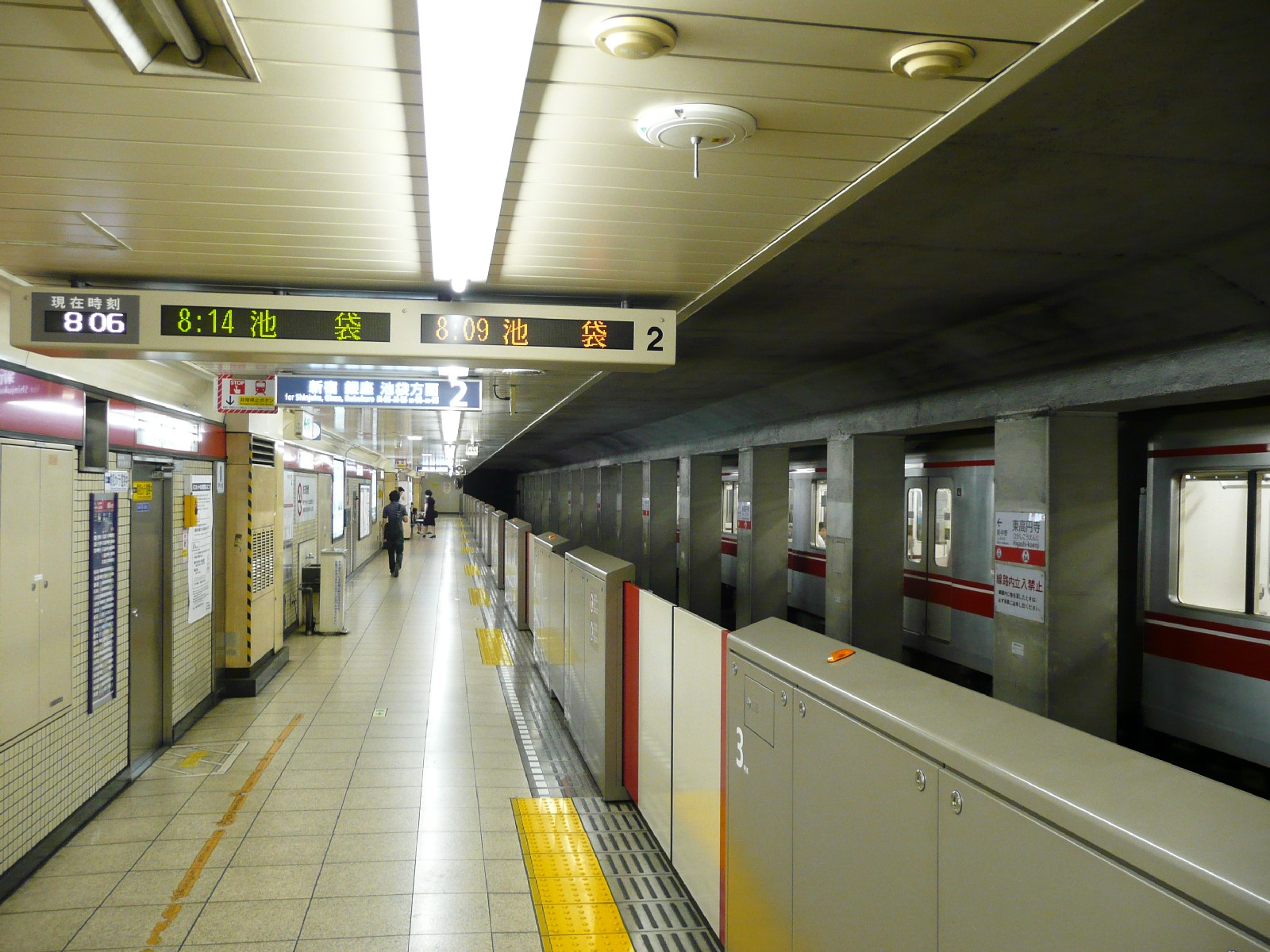
2番線ホーム（2008年7月）

### 発車メロディ
ワンマン運転開始に伴いスイッチ制作の発車メロディ（発車サイン音）が導入されている。
曲は1番線が「羽根をひろげて」（塩塚博作曲）、2番線が「駅にサンキュー」（福嶋尚哉作曲）である。

### 出口
| 出口名称 | 出口周辺                                                                | 接続改札               | 備考             |
| -------- | ----------------------------------------------------------------------- | ---------------------- | ---------------- |
| 1        | 高南中学校・蚕糸の森公園・社会教育センター 女子美術大学・杉並第十小学校 | 蚕糸の森公園方面改札   | エレベーターあり |
| 2        | 高円寺体育館・高円寺図書館・高円寺東児童館・杉並年金事務所              | 東高円寺駅前交差点改札 |                  |
| 3        | 高円寺東児童館・杉並第三小学校                                          | 東高円寺駅前交差点改札 | エレベーターあり |

## 利用状況
2024年度の1日平均乗降人員は33,021人であり、東京メトロ全130駅中109位。
近年の1日平均乗降・乗車人員推移は下表の通り。
| 年度               | 1日平均 乗降人員 | 1日平均 乗車人員 | 出典     |
| ------------------ | ---------------- | ---------------- | -------- |
| 1990年（平成02年） |                  | 18,181           | [ * 1 ]  |
| 1991年（平成03年） |                  | 18,164           | [ * 2 ]  |
| 1992年（平成04年） |                  | 17,877           | [ * 3 ]  |
| 1993年（平成05年） |                  | 17,567           | [ * 4 ]  |
| 1994年（平成06年） |                  | 17,186           | [ * 5 ]  |
| 1995年（平成07年） | 31,795           | 16,601           | [ * 6 ]  |
| 1996年（平成08年） | 31,603           | 16,466           | [ * 7 ]  |
| 1997年（平成09年） | 31,372           | 16,132           | [ * 8 ]  |
| 1998年（平成10年） | 31,322           | 16,121           | [ * 9 ]  |
| 1999年（平成11年） | 30,367           | 15,833           | [ * 10 ] |
| 2000年（平成12年） | 29,968           | 15,712           | [ * 11 ] |
| 2001年（平成13年） | 30,278           | 15,959           | [ * 12 ] |
| 2002年（平成14年） | 30,450           | 15,734           | [ * 13 ] |
| 2003年（平成15年） | 30,415           | 15,738           | [ * 14 ] |
| 2004年（平成16年） | 30,599           | 15,581           | [ * 15 ] |
| 2005年（平成17年） | 30,972           | 15,619           | [ * 16 ] |
| 2006年（平成18年） | 31,029           | 15,699           | [ * 17 ] |
| 2007年（平成19年） | 31,087           | 15,694           | [ * 18 ] |
| 2008年（平成20年） | 31,270           | 15,805           | [ * 19 ] |
| 2009年（平成21年） | 30,461           | 15,504           | [ * 20 ] |
| 2010年（平成22年） | 30,780           | 15,591           | [ * 21 ] |
| 2011年（平成23年） | 30,833           | 15,684           | [ * 22 ] |
| 2012年（平成24年） | 31,911           | 16,065           | [ * 23 ] |
| 2013年（平成25年） | 33,213           | 16,753           | [ * 24 ] |
| 2014年（平成26年） | 33,480           | 16,904           | [ * 25 ] |
| 2015年（平成27年） | 34,687           | 17,553           | [ * 26 ] |
| 2016年（平成28年） | 35,377           | 17,841           | [ * 27 ] |
| 2017年（平成29年） | 36,043           | 18,173           | [ * 28 ] |
| 2018年（平成30年） | 36,410           | 18,353           | [ * 29 ] |
| 2019年（令和元年） | 35,987           | 18,131           | [ * 30 ] |
| 2020年（令和02年） | 25,111           |                  |          |
| 2021年（令和03年） | 26,752           |                  |          |
| 2022年（令和04年） | 29,765           |                  |          |
| 2023年（令和05年） | 31,918           |                  |          |
| 2024年（令和06年） | 33,021           |                  |          |

## 駅周辺
- セシオン杉並
  - 杉並区社会教育センター
  - 杉並区高円寺地域区民センター
  - 杉並区役所 高円寺区民事務所
- 杉並区高円寺東児童館
- 杉並区立高円寺図書館
- 杉並区高円寺体育館
- 杉並区清掃事務所高円寺車庫
- 杉並区高円寺中央会議室
- 杉並区立杉並第十小学校
- 杉並区立杉並第三小学校
- 杉並区立高南中学校
- 学校法人新渡戸文化学園
  - 新渡戸文化短期大学
  - 新渡戸文化中学校・高等学校
- 学校法人光塩女子学園
  - 光塩女子学院中等科・高等科
- 女子美術大学本部・杉並キャンパス
  - 女子美術大学短期大学部
  - 女子美術大学付属高等学校・中学校
- 蚕糸の森公園
- 東高円寺郵便局
- ニコニコロード
- チェスタ（レンタルビデオ）東高円寺店 - 長瀬智也出演のロッテ「トッポ」の CM（かぐや姫編） が撮影された。
- 大久保通り（東京都道433号神楽坂高円寺線）
- 青梅街道（東京都道4号東京所沢線・東京都道5号新宿青梅線）
- 環七通り（東京都道318号環状七号線）

## バス路線
青梅街道上にバス停留所が設置されており、東京都交通局と関東バスにより運行される以下の路線が発着する。停留所名は都営バスが東高円寺駅前、関東バスが東高円寺駅である。
都営バス
- 王78系統：新宿駅西口行 / 王子駅前行
- 宿91系統：新宿駅西口行 / 新代田駅前行・堀ノ内行・杉並車庫前行

関東バス
- 中35系統：中野駅行 / 五日市街道営業所行
- 中36系統：中野駅行 / 吉祥寺駅行

## 隣の駅
東京地下鉄（東京メトロ）
 丸ノ内線
新高円寺駅 (M 03) - 東高円寺駅 (M 04) - 新中野駅 (M 05)